# رز فرانسین روگومبه
رز فرانسین روگومبه (انگلیسی: Rose Francine Rogombé؛ ۲۰ سپتامبر ۱۹۴۲ – ۱۰ آوریل ۲۰۱۵) یک سیاست‌مدار و وکیل اهل گابن بود که از ۱۰ ژوئن تا ۱۶ اکتبر ۲۰۰۹ سمت رئیس‌جمهوری گابن را برعهده داشت.